# Christian Supusepa
Christian Supusepa (Wormerveer, 2 april 1989) is een Nederlandse voormalig profvoetballer van Molukse afkomst die bij voorkeur als verdediger speelde. Supusepa is een broer van voormalig profvoetballer Raphael Supusepa.

## Clubcarrière

### AFC Ajax
Als F-pupil kwam Supusepa in het seizoen 1997/1998 in de jeugdopleiding van AFC Ajax terecht. Nadat hij de gehele Ajax jeugdopleiding volgde, tekende hij in 2007 voor drie jaar zijn eerste profcontract in Amsterdam. Bij Ajax werd Supusepa opgeleid als centrale- of linkerverdediger en speelde hij in alle vertegenwoordigde jeugdelftallen van het Nederlands Elftal. De linksbenige verdediger kwam nooit tot een officieel debuut voor Ajax. Onder voormalig hoofdtrainer Martin Jol mocht Supusepa wel zijn officieuze debuut maken in een vriendschappelijk duel tegen DVW. Zijn contract werd niet verlengd bij de Amsterdammers.

### ADO Den Haag
Op 7 juli 2010 tekende Supusepa een contract bij ADO Den Haag. Bij de Hagenaren werkte hij weer onder zijn voormalig Jong Ajax-trainer John van den Brom. Bij ADO Den Haag kreeg hij in zijn debuutjaar rugnummer 16 toegewezen.  Zijn Eredivisiedebuut was op 8 augustus van datzelfde jaar, tegen Vitesse. In het seizoen 2010/11 kwam Supusepa tot drie wedstrijden in de Eredivisie.
Het seizoen 2011/12 moest een doorbraak worden voor de toen 22-jarige Supusepa. Van den Brom was ondertussen vertrokken naar zijn oude club Vitesse en Jong ADO Den Haag-trainer Maurice Steijn werd aangesteld als nieuwe hoofdtrainer. Met rugnummer 20 stond Supusepa wekelijks in de basisopstelling van ADO Den Haag. Hij kwam in dat seizoen tot 27 wedstrijden in de Eredivisie. Het seizoen erna kon Supusepa wederom rekenen op speeltijd, maar in 2013/2014 komt hij tien keer binnen de lijnen, veelal als invaller. Supusepa's contract werd niet verlengd.

### CSKA Sofia
Na een succesvolle stage werd in Supusepa in juni 2014 gecontracteerd door CSKA Sofia, op dat moment recordkampioen van Bulgarije. De club belegde in juni een trainingskamp in het Gelderse Garderen op het terrein van voetbalclub Veluwe Boys. CSKA Sofia-trainer Stoyco Mladenov was overtuigd van Supusepa, die een contract voor twee jaar tekende. In het seizoen 2014/2015 speelde Supusepa bij CSKA Sofia met rugnummer 31 op zijn shirt.

### Sparta
Supusepa tekende in juli 2015 een contract tot medio 2016 bij Sparta Rotterdam, de nummer acht van de Eerste divisie in het voorgaande seizoen. In zijn verbintenis werd een optie voor nog een seizoen opgenomen. Die club liet in maart 2016 weten zijn aflopende contract niet te zullen verlengen.

### Amateurvoetbal
In januari 2017 ging Supusepa voor SV Spakenburg spelen. Medio 2017 ging hij naar Fortuna Wormerveer.

## Statistieken
| Seizoen | Club             | Land      | Competitie     | Wedstrijden | Doelpunten |
| ------- | ---------------- | --------- | -------------- | ----------- | ---------- |
| 2010/11 | ADO Den Haag     | Nederland | Eredivisie     | 3           | 0          |
| 2011/12 | ADO Den Haag     | Nederland | Eredivisie     | 27          | 0          |
| 2012/13 | ADO Den Haag     | Nederland | Eredivisie     | 20          | 0          |
| 2013/14 | ADO Den Haag     | Nederland | Eredivisie     | 10          | 0          |
| 2014/15 | CSKA Sofia       | Bulgarije | A PFG          | 7           | 0          |
| 2015/16 | Sparta Rotterdam | Nederland | Jupiler League | 6           | 0          |
| 201718  | SV Spakenburg    | Nederland | Tweede Divisie | 11          | 0          |
|         |                  |           | Totaal         | 84          | 0          |

## Erelijst

### Sparta Rotterdam
| Nationaal      |    |         |
| Jupiler League | 1x | 2015/16 |

Bijgewerkt tot 12 april 2016